# Ceriana naja
Ceriana naja är en tvåvingeart som beskrevs av Violovitsh 1974. Ceriana naja ingår i släktet griffelblomflugor, och familjen blomflugor.
Artens utbredningsområde är Tadzjikistan. Inga underarter finns listade i Catalogue of Life.